# 柴納 (密蘇里州)
柴納（英語：China）為美國密蘇里州豪厄爾縣之非建制地區。

## 歷史
一間名為「柴納」的郵政局於1892年開業，後於1897年裁撤。此地區以當地同名教堂為名。